# 沃克縣 (阿拉巴馬州)
沃克县（英語：Walker County）是美國阿拉巴馬州西北部的一個縣。面積2,086平方公里。根據美國2000年人口普查，共有人口70,713人。縣治贾斯珀市（Jasper）。
成立於1823年12月26日。縣名紀念該州首任參議員約翰·威廉斯·沃克（John W. Walker）。

## 地理
该县东北部是路易斯斯密斯大坝和渔获丰富的路易斯斯密斯湖。